# Catmore
Catmore – wieś w Anglii, w hrabstwie ceremonialnym Berkshire, w dystrykcie (unitary authority) West Berkshire. Leży 27 km na zachód od centrum miasta Reading i 85 km na zachód od centrum Londynu. W 2001 miejscowość liczyła 28 mieszkańców.